# José María Cárdenas
José María Cárdenas López (n. 2 de abril de 1985 en Zacatecas, Zacatecas), es un exfutbolista mexicano que jugaba de mediocampista por izquierda.
Siendo sus padres originarios de la comunidad de Sauceda de la Borda, del municipio de Vetagrande, Zacatecas. La educación primaria, secundaria y preparatoria la realizó en su tierra natal. 

## Trayectoria
Inició su carrera futbolística con la Real Sociedad de Zacatecas. En la Temporada 2005-2006 se unió al Club León.
Con el conjunto Esmeralda realizó su presentación en la Primera División 'A' el 21 de agosto de 2005, en la Jornada 3 del Apertura 2005 enfrentando a Cruz Azul Oaxaca en el Estadio Nou Camp; el partido terminó 0-0.
Al existir un convenio entre el León y los Potros de Hierro del Atlante, Cárdenas debutó en la Primera División de México el 23 de agosto de 2005, enfrentando a San Luis FC en el Estadio Alfonso Lastras Ramírez, en partido correspondiente a la Jornada 5 del Apertura 2005; ingresó de cambio por Daniel Alcántar al inicio del segundo tiempo. El encuentro finalizó 2-2.
En total, durante la Temporada 2005-2006, Cárdenas jugó 2 partidos con el León y 28 encuentros con los Potros de Hierro.
Buscando el tan anhelado ascenso, Grupo Pegaso (propietario de ambas escuadras) decidió reforzar al León con varios elementos del Atlante, Cárdenas fue incluido, por lo que estuvo con el conjunto guanajuatense en el Apertura 2006.
Los torneos Clausura 2007, Apertura 2007 y Clausura 2008, jugó con el Atlante.
De cara al Apertura 2008 fue cedido a los Tuzos del Pachuca.
Del 2009 al 2011 militó con el Club Santos Laguna, en el 2012 con el Club América y en el siguiente año con Morelia.
Para el Clausura 2014 retornó al Club León, pero ahora en el Máximo Circuito.
La Temporada 2015-2016 estuvo con Club Tijuana y la siguiente con Dorados de Sinaloa, pero en la Liga de Ascenso de México.

## Clubes
| Club               | País   | Año           |
| ------------------ | ------ | ------------- |
| Club León (Cárnet) | México | Apertura 2005 |
| Atlante            | México | 2005-2006     |
| Club León          | México | Apertura 2006 |
| Atlante            | México | 2007-2008     |
| Pachuca            | México | 2008-2009     |
| Club Santos Laguna | México | 2009-2011     |
| Club América       | México | 2012          |
| Morelia            | México | 2013          |
| Club León          | México | 2014-2015     |
| Club Tijuana       | México | 2015-2016     |
| Dorados de Sinaloa | México | 2016-2017     |

### Partidos y goles
| Competencia                      | Partidos | Goles recibidos |
| -------------------------------- | -------- | --------------- |
| Primera División de México       | 331      | 17              |
| Primera División 'A'             | 34       | 6               |
| Liga de Campeones de la Concacaf | 21       | 8               |
| Copa México                      | 10       | 2               |
| Copa Libertadores                | 6        | 0               |
| InterLiga                        | 5        | 0               |
| Mundial de Clubes                | 3        | 0               |
| SuperLiga                        | 3        | 0               |
| Total                            | 413      | 33              |

## Selección nacional

### Absoluta
En febrero de 2009, Sven-Göran Eriksson, entrenador del Tricolor, convocó a Cárdenas para el encuentro amistoso ante Bolivia que se llevaría a cabo el 11 de marzo en Dick's Sporting Goods Park (Commerce City, Colorado); el encuentro finalizó 5-1 a favor del cuadro mexicano. Cárdenas entró a la cancha por Fausto Pinto al minuto 75 y marcó el quinto gol al minuto 85. 
Asistió a la Copa de Oro de la Concacaf 2009 (Javier Aguirre,  entrenador) y a la Copa de Oro de la Concacaf 2013 (José Manuel de la Torre, entrenador).
|                    | PJ | Minutos | Gol | Asistencia | Periodo   |
| ------------------ | -- | ------- | --- | ---------- | --------- |
| Selección mexicana | 4  | 142     | 1   | 0          | 2009-2013 |

| Fecha                 | Rival                | Estadio                                   | Resultado | Competencia                     |
| --------------------- | -------------------- | ----------------------------------------- | --------- | ------------------------------- |
| 11 de marzo de 2009   | Bolivia              | Dick's Sporting Goods Park, Commerce City | 5-1       | Amistoso                        |
| 28 de junio de 2009   | Guatemala            | Qualcomm Stadium, San Diego               | 0-0       | Amistoso                        |
| 10 de febrero de 2011 | Bosnia y Herzegovina | Georgia Dome, Atlanta                     | 2-0       | Amistoso                        |
| 21 de julio de 2013   | Trinidad y Tobago    | Georgia Dome, Atlanta                     | 1-0       | Copa de Oro de la Concacaf 2013 |

#### Gol
| Fecha               | Rival   | Gol | Resultado | Competencia |
| ------------------- | ------- | --- | --------- | ----------- |
| 11 de marzo de 2009 | Bolivia |     | 5-1       | Amistoso    |

#### Participaciones en selección nacional
| Competencia                     | Categoría | Sede           | Resultado     |
| ------------------------------- | --------- | -------------- | ------------- |
| Copa de Oro de la Concacaf 2009 | Absoluta  | Estados Unidos | Campeón       |
| Copa de Oro de la Concacaf 2013 | Absoluta  | Estados Unidos | Semifinalista |

## Palmarés

### Campeonatos nacionales
| Categoría                  | Título                    | Club               | País   |
| -------------------------- | ------------------------- | ------------------ | ------ |
| Primera División de México | Apertura 2007             | Atlante            | México |
| Primera División de México | Clausura 2014             | Club León          | México |
| Copa México                | Copa México Apertura 2013 | Morelia            | México |
| Liga de Ascenso de México  | Apertura 2016             | Dorados de Sinaloa | México |

### Campeonato internacional
| Título                          | Club               | Sede           | Año  |
| ------------------------------- | ------------------ | -------------- | ---- |
| Copa de Oro de la Concacaf 2009 | Selección mexicana | Estados Unidos | 2009 |